# 3169 Ostro
3169 Ostro è un asteroide della fascia principale. Scoperto nel 1981, presenta un'orbita caratterizzata da un semiasse maggiore pari a 1,8921218 UA e da un'eccentricità di 0,0667464, inclinata di 24,90700° rispetto all'eclittica.
L'asteroide è dedicato a Steven Jeffrey Ostro, astronomo statunitense del Jet Propulsion Laboratory specializzato in studi radar di oggetti del sistema solare.